# 幽靈什麼的我看不見！
《幽靈什麼的我看不見！》是紫雪夜所創作的輕小說作品，插圖由Munyu（むにゅう）、Sugar Picola（しゅがーピコラ）負責。在2009年3月31日以《幽靈什麼的我看不見》（幽霊なんか見えない）的標題入圍GA文庫大獎，於同年4月30日獲頒第一屆GA文庫大獎中的獎勵獎。該作品於2010年4月開始在SOFTBANK Creative所出版的小說類別GA文庫上連載，後來單行本出版後改為現今的標題。
在2011年5月15日發售第四冊限定版的同時附贈廣播劇CD。番外篇在2010年8月10日發行的《GA Magazine Vol.4》（GAマガジン）刊載短篇〈神社之怪〉（神社の怪）。

## 登場人物

### 主要人物
調敦志
本作品的男主角，就讀水森學園高等部一年C班。中學時期看得到幽靈的緣故使得周遭的人覺得他是個古怪的人。為了與中學時代的同班同學分隔，並且過著平靜的校園生活而就讀離家遠的高中。因此自己一人住在套房公寓裡。他是鬼之眼的持有者，因為某種理由被封印。
鞍馬依（聲優：田村由香里）
本作品的女主角，就讀水森學園小學部三年二班。擁有細緻的白髮跟琥珀色的眼睛，喜歡與開玩笑跟甜食的驅魔師，書包是她的標準裝備。
姬倉香利奈
就讀水森學園高等部，擔任學生會長，喜歡花朵。
御堂美穗
敦志的同班同學，與藤岡智久從小是青梅竹馬，單戀著敦志。
藤岡智久
敦志的同班同學，與御堂美穗從小是青梅竹馬，不會出手打女孩子。
鞍馬雹一郎
鞍馬家當今的當家，同時也是依的未婚夫。
山田費歐蕾緹娜
臉上有傷痕的女孩子，簡稱費歐娜。

### 敵對人物
眠蛇
被當作神明供奉的災難之神。
牛鬼
擁有牛的頭蜘蛛的身體的妖。
蜜柑
眠蛇的信奉者，是一個貓又但是她討厭別人叫她貓又，經常與鞍馬蒼月一起行動。
鞍馬蒼月
鞍馬依的養父，試圖引發災難並瞄準擁有鬼之眼的持有者。總是穿著法衣的老人。

## 用語
水森學園
在同一塊校地內有小學、中等，高中的綜合巨大學園。
鬼之眼
可以看見萬物的眼睛，只有強大靈力的人所擁有的能力。
眠蛇的信奉者
為了讓被斬首的眠蛇覺醒的信徒。
妖
對世間很強烈怨恨的死者靈魂，長期漂浮時與動物的靈魂混合的人，原本在人世時的記憶消失。

## 出版書籍
單行本由SOFTBANK Creative出版發行，全7卷。
另外日本出版第二冊開始分別在安利美特和Comic虎之穴發行限定版，封面的插圖與一般版有所差異。
| 卷數 | SOFTBANK Creative | SOFTBANK Creative      |
| 卷數 | 發售日期          | ISBN                   |
| ---- | ----------------- | ---------------------- |
| 1    | 2010年4月15日     | ISBN 978-4-7973-5861-2 |
| 2    | 2010年11月15日    | ISBN 978-4-7973-6081-3 |
| 3    | 2011年2月15日     | ISBN 978-4-7973-6394-4 |
| 4    | 2011年5月15日     | ISBN 978-4-7973-6514-6 |
| 5    | 2011年10月15日    | ISBN 978-4-7973-6643-3 |
| 6    | 2012年2月15日     | ISBN 978-4-7973-6837-6 |
| 7    | 2013年11月15日    | ISBN 978-4-7973-6890-1 |

## 外部連結
- GA文庫：幽靈什麼的我看不見！介紹頁 （页面存档备份，存于）（日語）